# لوسی پونسی
لوسی پونسی (انگلیسی: Lucy Pevensie) یک شخصیت تخیلی در رمان و مجموعه داستان‌های سرگذشت نارنیا نوشتهٔ سی.اس. لوئیس است. او جوان‌ترین بچه در خانواده پونسی می‌باشد.
نقش لوسی را در سه فیلم شیر، جادوگر و جالباسی محصول ۲۰۰۵؛ پرنس کاسپین محصول ۲۰۰۸؛ سفر کشتی سپیده پیما محصول ۲۰۱۱؛ جورجی هنلی بازی کرده‌است.

## زندگی‌نامه

### شخصیت
لوسی دختری شجاع و بسیار مهربان است.به عنوان یک کودک،دختری دل نازک بود و دلش نمی خواست از مادرش جدا شود

### دوران کودکی
لوسی پونسی در سال ۱۹۳۲ به دنیا آمد. او به همراه پدر و مادرش، دو برادر بزرگترش پیتر و ادموند و خواهر بزرگترش سوزان در لندن بزرگ شد.

### Prior story
لوسی در سال ۱۹۳۲ به دنیا آمد و در شیر، جادوگر و جالباسی ۸ سال داشت. در آخرین نبرد ۱۷ سال داشت.

### شیر، جادوگر و جالباسی
خواهر و برادرهای لوسی؛ پیتر، سوزان و ادموند در ابتدا به نارنیا اعتقاد نداشتند، اما بعداً همهٔ آنها راه ورود به نارنیا را پیدا کردند.

### بعد از مرگ
او همراه برادرانش ادموند و پیتر برای همیشه در سرزمین اصلان (بهشت) زندگی کردند.

## اقتباس
- در سریال تلویزیونی شبکه بی‌بی‌سی، نقش لوسی را بازیگر انگلیسی، سوفی ویلکاکس بازی کرد.
- در سه‌گانه سرگذشت نارنیا محصول والدن مدیا، نقش لوسی در دوران کودکی را بازیگر انگلیسی، جورجی هنلی و در دوران بزرگسالی ریچل هنلی (خواهر بزرگتر جورجی) بازی کرد.